# Heterogryllacris
Heterogryllacris is een geslacht van rechtvleugeligen uit de familie Gryllacrididae. De wetenschappelijke naam van dit geslacht is voor het eerst geldig gepubliceerd in 1937 door Karny.

## Soorten
Het geslacht Heterogryllacris  is monotypisch en omvat slechts de volgende soort:
- Heterogryllacris inexspectata (Karny, 1929)